# Fontaines de la place Farnese
Les fontaines jumelles de la piazza Farnèse se trouvent dans le centre de Rome, sur la place homonyme.

## Histoire
Achevée en 1545, la piazza Farnese (puis “piazza del Duca”) était la place principale du rione Regola, dominée par l'imposante façade du palais de la famille Farnèse, construit quelques années auparavant. Au centre de la place, le pape Paul III avait fait installer, en la retirant de la piazza San Marco (l'actuelle piazza Venezia) où elle était depuis 1466, une vasque antique en granit, probablement “prélevée” dans les anciens Thermes de Caracalla. La vasque devait avoir une simple fonction ornementale, car la zone n'était pas suffisamment desservie par des aqueducs pour pouvoir permettre de l'utiliser comme fontaine. Elle était également utilisée comme un point de vue privilégié pour les festivités, les joutes, les tournois, les batailles navales, et pour les spectacles de corrida, qui ont été organisés sur la place. 
Une seconde vasque, pratiquement identique, et probablement de la même provenance, se trouvait aussi, depuis 1466, sur la piazza San Marco. Quarante ans après la première vasque, le cardinal Alessandro Farnese, a été en mesure d'obtenir la seconde, en échange d'une plus petite, et l'a transférée sur la place, devant son palais, dans la position qu'elles occupent actuellement dans les fontaines. Car à l'époque, en train de réaliser le grand aqueduc de l'“Acqua Vergine”, il est probable que le cardinal avait déjà l'intention de les transformer en une paire de fontaines, en attendant de préparer les réservoirs d'attente pour transporter l'eau à la place.
Profitant ensuite de la disponibilité de l'eau accordée par le pape aux Farnèse, l'architecte Girolamo Rainaldi en 1626 a finalement été en mesure de transformer les deux vasques de la piazza Farnese, en fontaines presque jumelles. 

## Description
Les deux fontaines diffèrent à quelques détails près: celle du nord est légèrement plus petite, et la mieux conservée des deux;  l'autre, cependant, semble avoir subi les interventions de l'époque, et est donc plus proche du travail d'origine. Mais elle avait besoin d'une restauration en 1938-39, tandis qu'une autre intervention, qui a concerné les deux fontaines, a été réalisée en 1992-93. La dernière restauration, sur la fontaine sud, date de 2007.

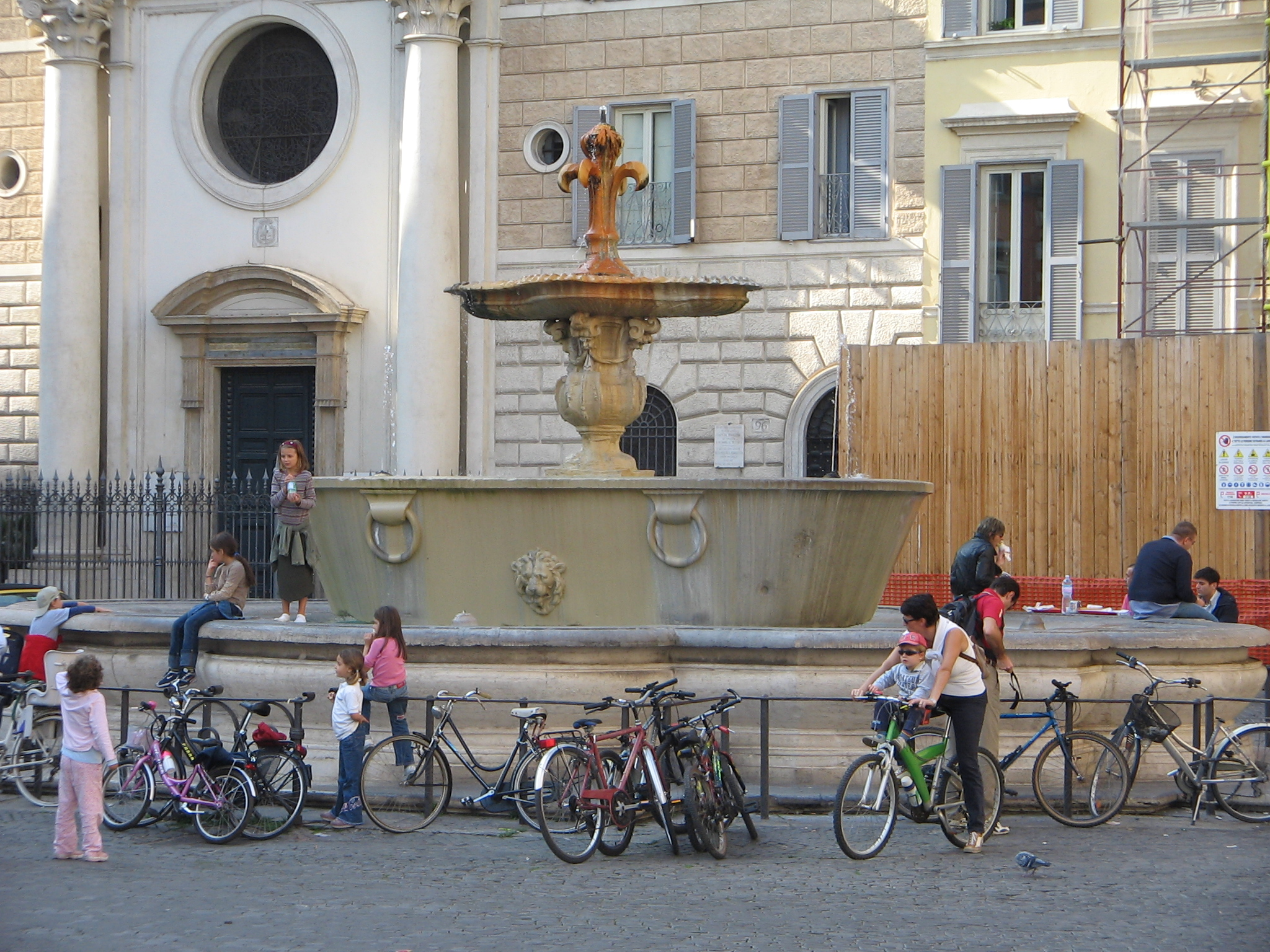
La fontaine du nord (à gauche du Palazzo Farnese)
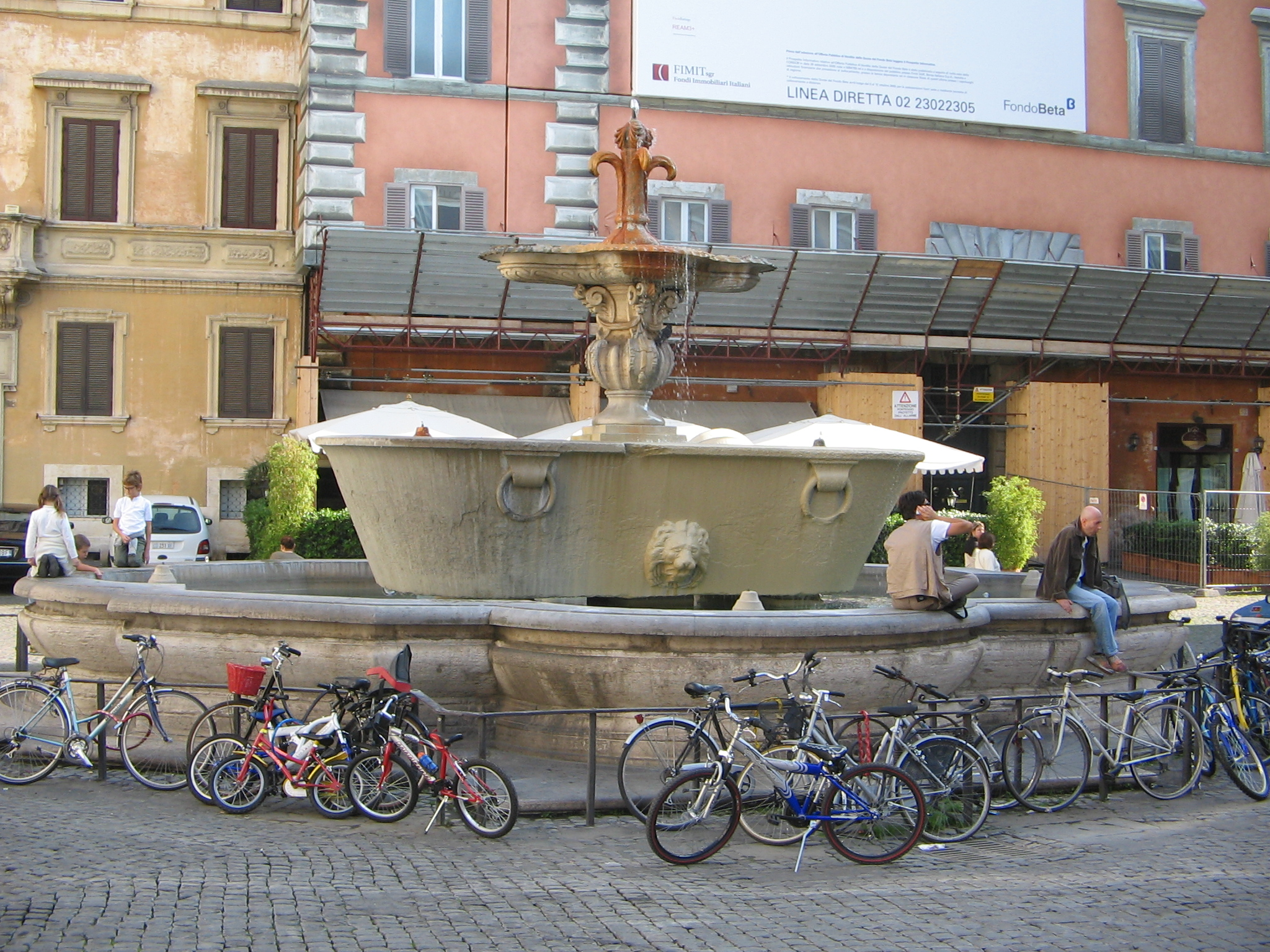
La fontaine jumelle, côté sud
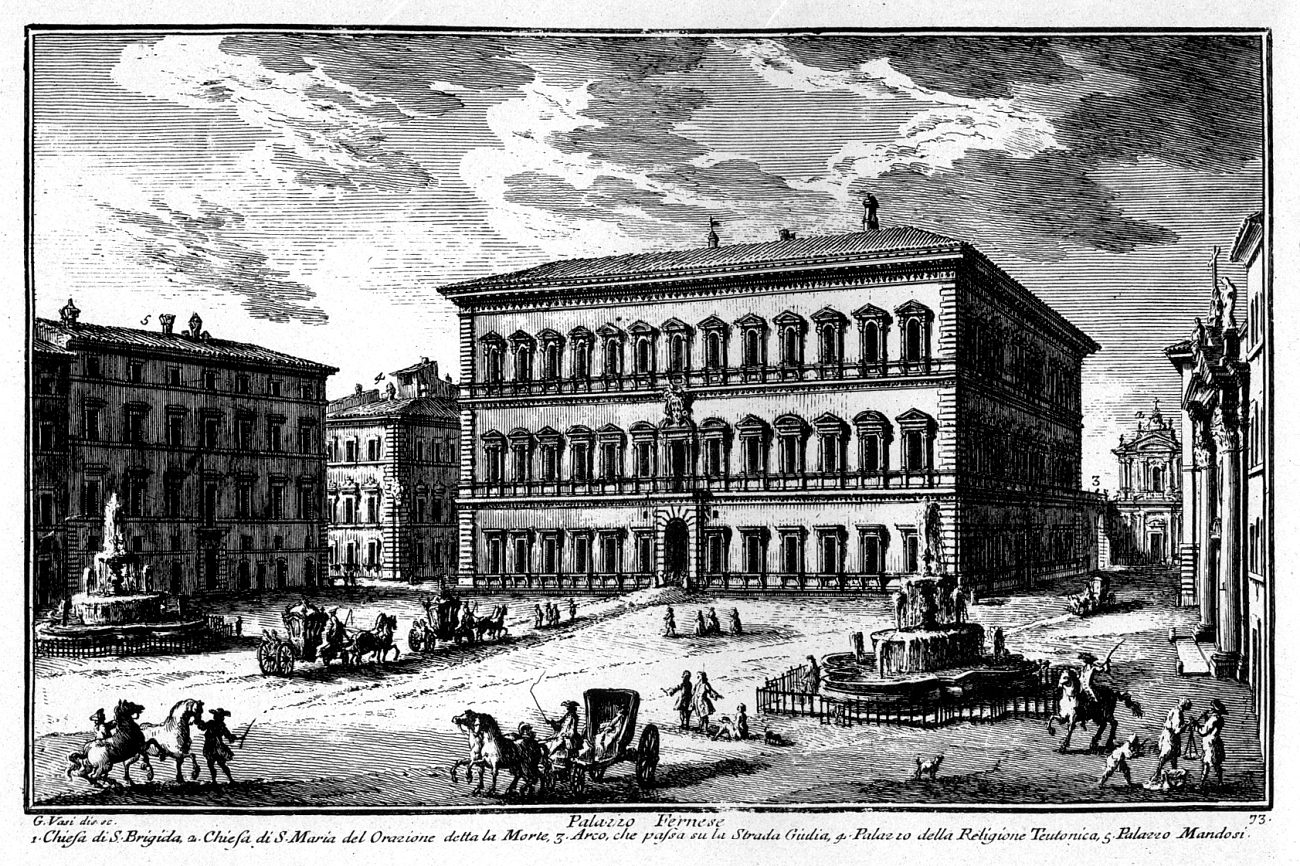
La place avec les fontaines, dans une gravure de G. Vasi